# Премович-Алексич, Драгица
Драгица Премович-Алексич — сербский археолог и историк. Пионер современных исследований „Старой Расы“. Она начала свою трудовую деятельность в музее Нови-Пазар в 1973 году как единственный археолог в регионе. Она была сотрудником, а затем руководителем многих археологических раскопок в районе Нови-Пазара, Сьеницы и Тутина.
Среди опубликованных книг и работ её основная работа «Археологическая карта Нови-Пазара, Сеницы и Тутина», которой пользуются студенты, ученые, исследователи и все, кто хочет познакомиться с окрестностями этих городов. Данные о 1500 археологических памятниках Расы в этой книге впервые собраны в одном месте. Работа «Монастыри и церкви Старой Рашки» является результатом многолетних исследований и 2539 километров пеших прогулок по территории нынешних Нови Пазара, Тутина и Сеницы. Она также является автором книги «Исламские памятники Нови-Пазара».
Многолетний директор «Музея Рас», член Археологического общества Сербии и Музейного общества Сербии, многолетний редактор антологии «Нови Пазар» и автор многочисленных профессиональных, научных работ в этой антологии, а также в других профессиональных и научные журналы в Сербии.